# Świdnica Kraszowice
 Świdnica Kraszowice – posterunek odgałęźny oraz dawna stacja kolejowa mieszcząca się w Świdnicy na linii kolejowej nr 137 łączącej Katowice i Legnicę. Powstała w 1855 roku jako przystanek o nazwie Jacobsdorf (Jakubowice). Pierwszy budynek stacji Jakubowice został adaptowany do celów mieszkalnych, a samą stację przesunięto bliżej do obecnego budynku. Związane było to z budową linii do Jedliny Zdrój w 1904 roku. Nazwę wówczas zmieniono na Croischwizstadt. Po 1945 roku nazwy zmieniano kilkukrotnie najpierw na Kroischwitz, Kraszewice, Kraszowice a ostatnia zmiana nazwy miała miejsce po włączeniu Kraszowic do Świdnicy. Nazwa stacji wówczas uległa zmianie na Świdnica Kraszowice. Budynek dworca mieści się w świdnickiej dzielnicy Kraszowice przy ul. Kraszowickiej i od roku 2004 jest zamknięty. Obecnie dworzec jest zdewastowany i nadaje się tylko do rozbiórki. Mimo że żaden pociąg się tutaj nie zatrzymuje, przez stację przejeżdżają autobusy szynowe Kolei Dolnośląskich oraz pociągi towarowe. Najbliższe czynne stacje to Krzyżowa i Świdnica Miasto.